# Повесть о Светомире царевиче

Вячеслав Иванов в гостях у Мартина Бодмера. Фото Бертольда Нейдхардта, 1934

«По́весть о Светоми́ре царе́виче» (рус. дореф. Повѣсть о Свѣтомирѣ царевичѣ, сынѣ Вла́даря-царя) — последнее крупное произведение русского поэта-символиста и мыслителя Вячеслава Иванова, его magnum opus, написанный в период итальянской эмиграции (1928—1949). Сохранившиеся первичные наброски «комедии» о Светомире относятся к 1894 году, систематическая разработка замысла велась и в 1900-е годы. К написанию произведения Вячеслав Иванов обратился в 1928 году, две первых песни были готовы в 1930 году. Автор работал над «Повестью…» до самой кончины в 1949 году — всего около 55 лет.
Произведение по сюжету и в языковом отношении стилизовано под средневековую повесть или житие и пронизано сказочными и легендарными мотивами; жанровая его принадлежность трудноопределима (может причисляться даже к фэнтези). По разным источникам, автор планировал 9 или 12 «песен», но к моменту кончины успел завершить пять. Впервые «Повесть о Светомире царевиче» была опубликована в брюссельском собрании сочинений в 1971 году вместе с прозаико-поэтическим продолжением О. А. Шор, связь которого с авторским замыслом Вячеслава Иванова дискутируется. Выверенный и научно прокомментированный текст впервые опубликован по рукописям из Римского архива в 2015 году в серии «Литературные памятники».

## Сюжет

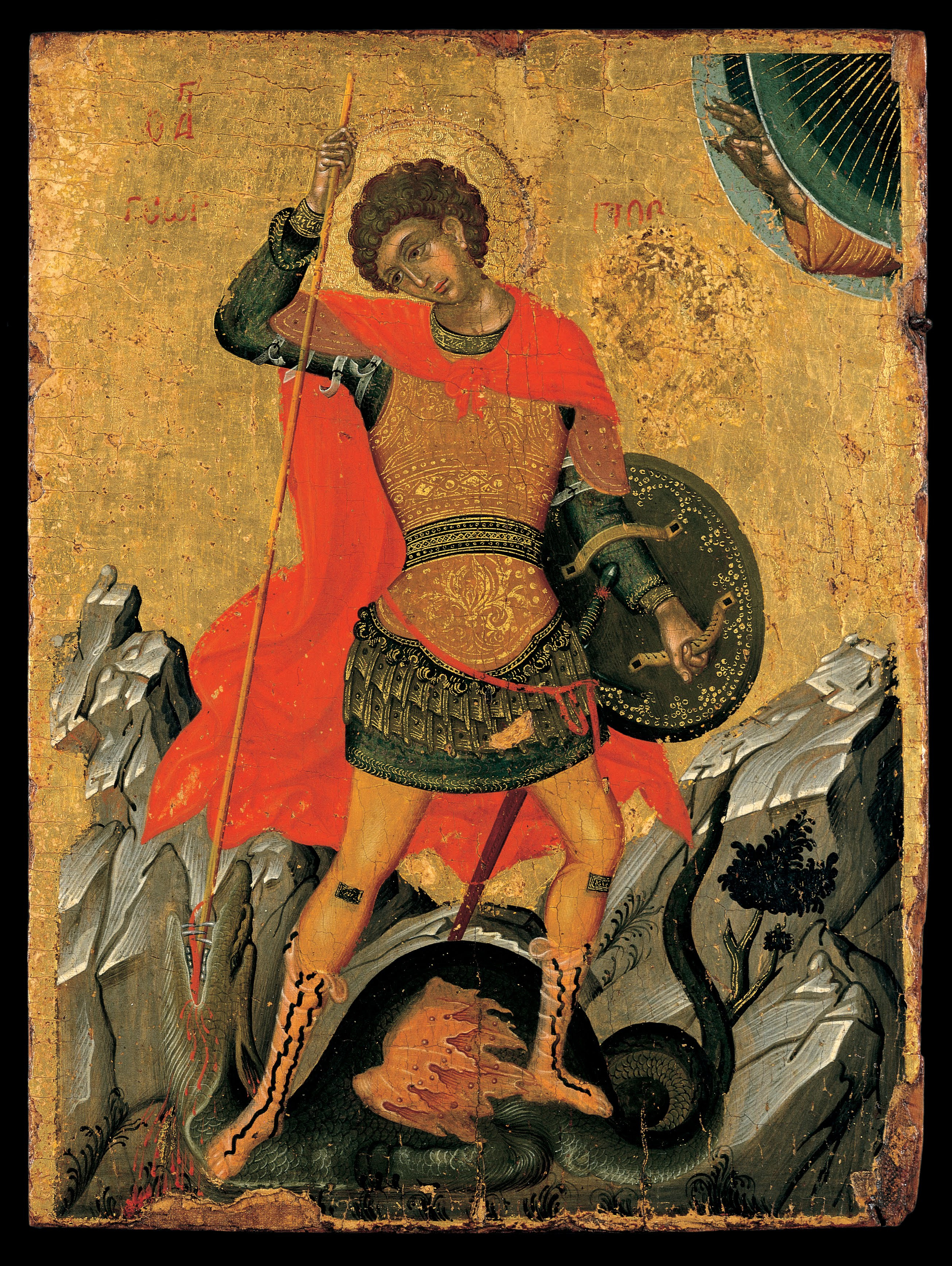
Святой Георгий, побеждающий дракона. Византийская икона XV века, Музей Бенаки, Афины

По утверждению С. К. Маковского, авторский замысел Вячеслава Иванова был весьма широк, и в общем виде резюмировался следующим образом:

«Повесть о Светомире царевиче» — рассказанный миф о некоем государстве, о судьбе его княжеской династии в лице — сначала родителей Серафима-Светомира, затем его самого: в детстве, до первой его мнимой смерти и мнимого воскресения; затем — в годы отрочества, когда он был взят на воспитание некиим пресвитером Индийской земли Иоанном, после чего скитался по миру до второй, подлинной, смерти, и наконец должен был он, Серафим-Светомир, просиять после второго, чудесного воскресения в образе Царь-Девицы и утвердить своё благословенное царствие.

### Песнь первая
«В белом царстве, христианском государстве» князья происходили из рода святого Егория, но род был свят лишь наполовину. Безбрачный победитель Змея-дракона детей не имел, и его многогрешные сёстры совокупились со змеёнышами драконьей крови и породили княжескую династию Горынскую. Стрелу, обладавшую чудесной силой, Егорий бросил оземь, и на том месте забил ключ и выросло дерево. С этим сюжетом связано пророчество: некий князь из рода Егорьева и змеиного, когда сроки наступят, получит у криницы у подножья дерева власть великую и возьмёт всю землю. Но раньше должен быть искуплён грех царственного рода.
Повествование начинается с рассказа о дружбе Лазаря со спасённым им от смерти княжичем Симеоном Управдой. Симеон помолвлен с девицей Гориславой, дочерью Боривоя (того же «змеиного» рода), однако та воспылала страстью к Лазарю, и взаимно. Однако Лазарь, верный долгу, переборол чувство к невесте крестового брата, хотя Горислава предупреждала, что если выйдет за нелюбимого, худо будет всем. Так и вышло: Симеон после свадьбы умер мучеником в Орде, а Горислава умерла при родах дочери Отрады. Лазарь же от внутренних борений и переживаний нравственного долга стал немощен.

### Песнь вторая
Отрада-красавица обладала даром общаться с покойной матерью: в неё как бы вселилась душа Гориславы. Ещё девочкой она пела под окнами больного князя песенку с прорицаниями, и так завязалась между ними дружба. Отрада на всю жизнь полюбила князя Лазаря, а он занялся её образованием. Отрада не желала замужества и просилась в монастырь, посещала монаха Парфения — прозорливца. Тот не позволил ей постричься, приподняв завесу будущего: князь исцелится, спасёт страну, а Отрада станет ему верной женой. Всё это оправдалось.
Во время похода Лазарь узнал, что Отрада родила ему наследника и поспешив в град стольный, услышал, как Отрада пела странную колыбельную, в которой звучало пророчество.
Светомире мой, дитятко светлое,

свете мирный, тихо дремли!

Ты ж расти во сне, сила Егорьева,

на обрадованье земли!

Промеж моря и моря остра́ гора,

на полугоре Божий храм.

Колыбель во храме хрустальная:

я Пречистой тебя отдам.
Когда князь вошёл, увидел, что подле Отрады на ложе два младенца: у одного — его кровного сына — вид болезненный, точно и не живой, а второй здоров и румян. Отрада пояснила, что это — круглый сирота, сын убитого в походе княжьего соратника. Болезненному наследнику старец Парфений нарёк иноческое имя Серафим, в миру же — Светомир.

### Песни третья — пятая

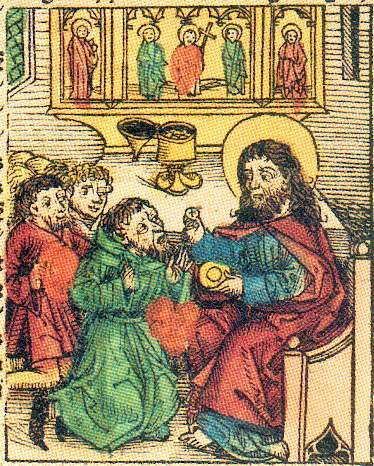
Пресвитер Иоанн. Раскрашенная гравюра из «Нюрнбергской хроники», 1493

Рос Светомир как блаженный, и молочный брат исполнял при нём роль охранителя. За воинскую доблесть и победы народ нарёк Лазаря Владарем, но мира не воцарилось в государстве. Родивой свет-Боривоевич Горынский, брат Гориславы, в юности оставив отца, дошел до Царьграда и поступил на службу к кесарю. Он укрепил его державу, женился на его дочери, а Василевс сочетался вторым браком с родной племянницей — Зоей, прозванной Еленою Прекрасной. Жена Родивоя умерла родами, оставив ему дочь, ровесницу Светомира. После смерти кесаря и смуты Родивой был ослеплён и вместе с Зоей и дочерью бежал под защиту к Владарю.
Смута началась и в державе Владаря: вокруг Зои-гречанки образовалась партия, враждебная царевичу Светомиру. Умерла и дочь Владаря и Отрады. Владарь затеял торжественное коронование своё и Отрады, на которое прибыли из Белой Индии посланники Иоанна Пресвитера. Владыка Индии просит Владаря доверить ему воспитание царевича Светомира. Всю пятую книгу повести занимает «длинное письмо …баснословного пресвитера к Владарю, с очень примечательными мудрствованиями, написанное в духе старинных русских грамот»:

3 Аз же и посольство к тебе нарядил и послание сие написах не братолюбием токмо движимый, но и по приказанию свыше, да заповедаю ти сына твоего в царство Иоанново отпустити, идеже и воцелен, и возращен, и воспитан, и укреплен будет на дело великое, еже избран есть да совершит.

4 Извести хотят в дому твоем царевича слабоумного, того, кто умудрен снов памятию предмирною; но спасетися царство еже строитель обличье даст упованию земли. Под Иоанновым прикровением сын твой миру сохранен будет.

5 Размыслите убо о словесах моих, друзи любезные и боголюбивые, и дерзайте Вседержителя волю исполнити, Ему же и подобает честь и хвала во веки веков. Аминь.

### Завершённость «Повести»
По мнению А. Л. Топоркова, в определённом отношении «Повесть» является вполне завершённым и самодостаточным произведением, не требующим продолжения. Первые четыре книги посвящены, главным образом, Владарю; пятая сюжетно является дополнительной и содержит эзотерический миф о Богородице и появлении Св. Егория в славянской земле, что закольцовывает его сюжет с книгой первой. Сюжетная линия, связанная с Владарем, также выглядит вполне законченной: от его юности и любви к Гориславе к болезни, исцеления любовью Отрады, славным деяниям и победам до подготовки к венчанию на царство. Линии Гориславы и Отрады также вполне завершены: Горислава удаляется в мир иной, оставив Владарю дочь, Отрада же проходит путь от дерзкого подростка к праведной жене и матери. Первые две книги, посвящённые мистической инициации Владаря, были оформлены к 1930 году и, видимо, воспринимались автором как вполне законченные. Во всяком случае, в переписке 1930—1931 годов Вяч. Иванов упоминал о проекте перевода двух песен «Повести» на немецкий язык и их издания. По существу, работа над текстом после этого прервалась на несколько лет. Созданные уже в 1940-е годы третья и четвёртая книги также вполне завершены по сюжету: третья книга начинается от рождения Светомира, а четвёртая завершается прибытием посольства из Белой Индии, царства Иоанна Пресвитера. Основное действие здесь происходит в столице и при дворе, на первый план выходят взаимоотношения с Царьградом.
С. С. Аверинцев в этой связи обращал внимание на несомненную связь (сознательную или бессознательную) «Повести» с романом Новалиса «Генрих фон Офтердинген», первая часть которого была полностью завершена автором, в то время как неоконченная вторая сопровождалась заметками Л. Тика, в которых излагался творческий замысел. Как утверждал А. Л. Топорков, «Повесть о Светомире царевиче» имеет открытый финал, причём вовсе не предполагающий, чтобы все линии нашли своё продолжение или не противоречили бы друг другу. Он же приводил в параллели хрестоматийные произведения русской литературы — пушкинского «Евгения Онегина» и гоголевские «Мёртвые души», которые не имеют сюжетного завершения, но воспринимаются как вполне самодостаточные. Аналогичную идею выдвигал Т. Венцлова, основываясь на мифическом, профетическом значении «Повести», в которой мифические символы образуют «многомерный калейдоскоп». Сам Иванов говорил, что окончательный смысл «Повести» не может быть высказан человеческим (и даже, вероятно, ангельским) языком, а окончательное состояние мира «Повести» выходит за пределы всякого опыта.

## История создания
«Повесть о Светомире царевиче» уникальна в том отношении, что творческий замысел занимал её автора на протяжении более полувека. От первых сюжетных набросков 1894 года до начала воплощения текста прошло 34 года, само написание шло 21 год — вплоть до кончины самого Вяч. Иванова. Таким образом, всего писатель работал над своей повестью 55 лет.

### До 1928 года

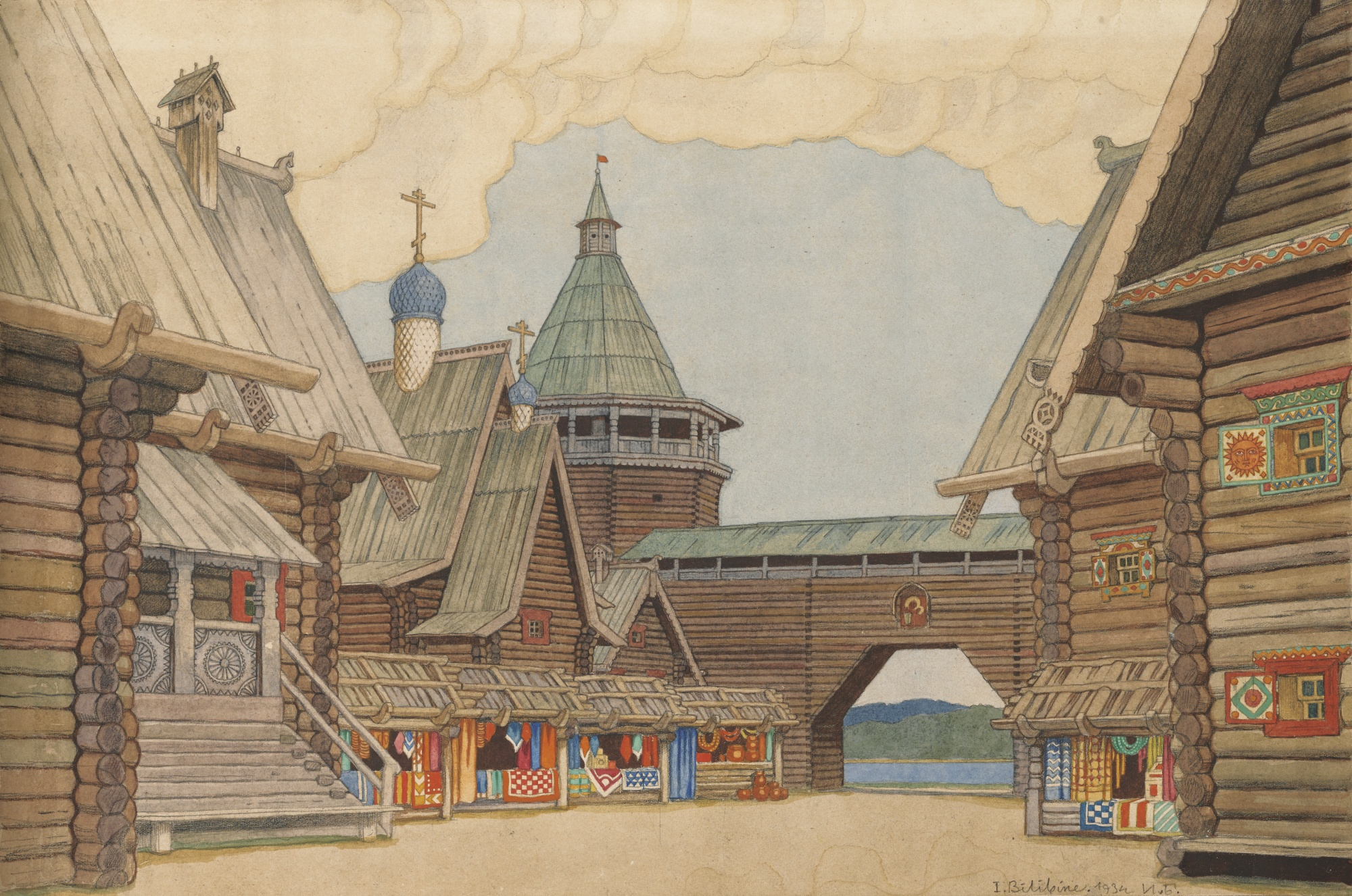
И. Я. Билибин. Mалый Китeж на Bолгe. Эскиз дeкорации к 2-му дeйствию опeры H. А. Римского-Корсакова «Сказаниe о нeвидимом градe Китeжe и дeвe Фeвронии». С этой оперой в известной степени перекликается образный строй «Повести» Вячеслава Иванова

Намётки произведения, действующими лицами которого были Владарь и сын его Светомир, фиксируются в бумагах Вяч. Иванова в 1894 году; по-видимому, это был драматургический замысел. Именовалось ненаписанное произведение «Комедия о славных мужех Владаре и Боривое и Владаревом сыне Светомире». Судя по сохранившимся заметкам, замысел был только в стадии формирования и едва ли был ясен самому автору. Во всяком случае два варианта заглавия и набросанный текст мало соответствуют друг другу. Вероятно, двухчастная пьеса о каликах перехожих была частью более общего замысла «русского Фауста», к поэтической реализации которого Вяч. Иванов подступал ещё в 1880-е годы. В 1887 году он начинал писать стихотворную драму о русском Фаусте, в сохранившейся части герой созерцает купальские огни и, вероятно, его ждал духовный искус, также он хотел даровать свободу своему народу и претерпел от его неблагодарности. В известной степени можно «Фауста» и «Комедию» связывать с первоначальным замыслом А. С. Пушкина «Комедии о царе Борисе и Гришке Отрепьеве». Название произведения, попытка западно-восточного синтеза и использование средневековых мотивов, жанр «комедии» и мотивы путешествия в загробное царство также напрямую отсылало и к «Божественной комедии» Данте. Вообще складывается впечатление, что писатель к рубежу 1900 года вынашивал несколько вариантов повести о Владаре и Светомире, которая находилась на пересечении многих постоянных интересов Вяч. Иванова: легенда о граде Китеже, царстве Пресвитера Иоанна, и других.

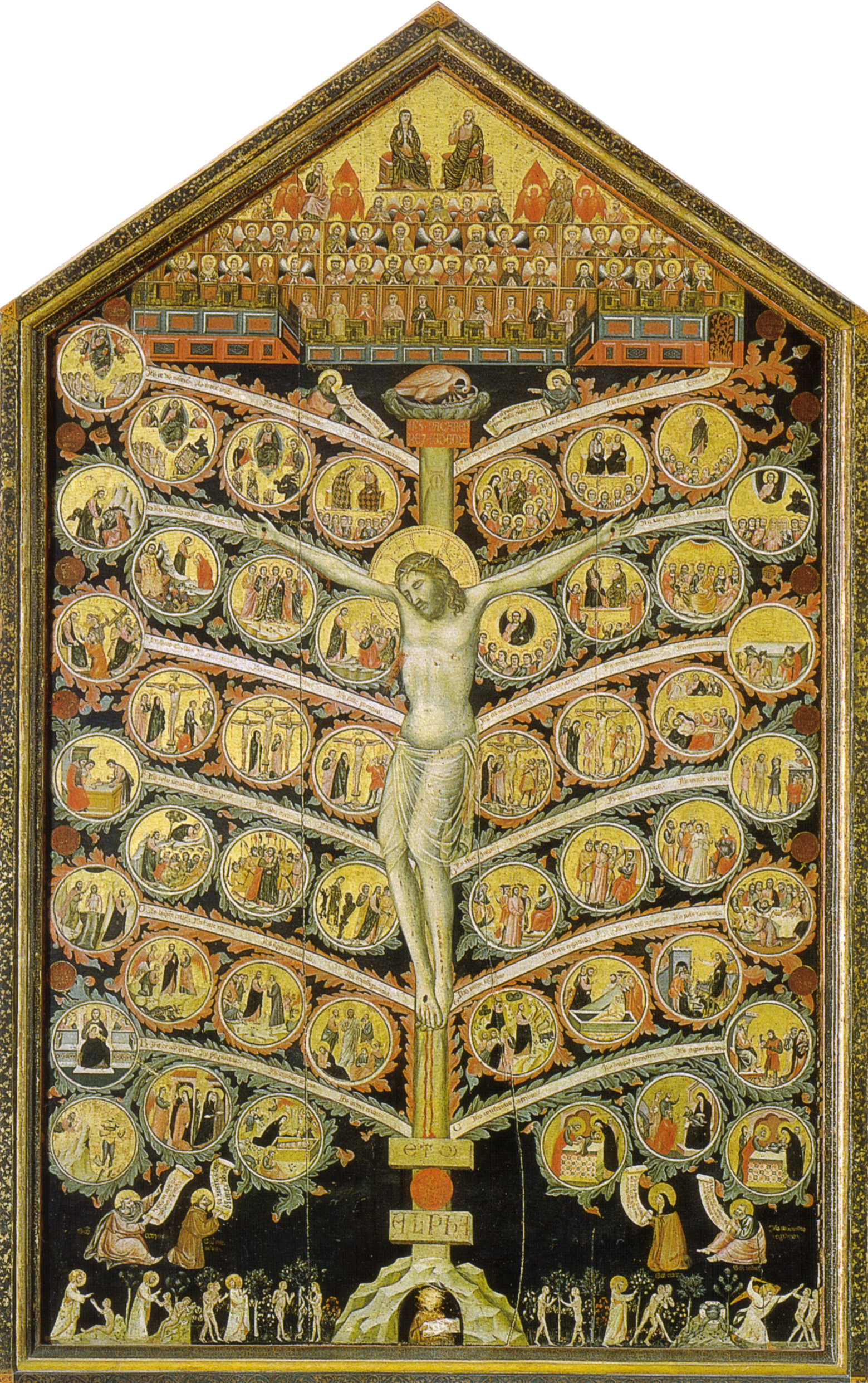
Древо Жизни. Алтарный образ работы Пачино ди Буонагвида, около 1305—1310

Из дневниковых записей М. М. Замятниной 1902 года следует, что в Женеве Вяч. Иванов вернулся к сюжету о Владаре и Светомире, «драме-поэме в народном духе». В заметке от 17 (30) июня 1902 года упоминается «всечеловек», образ которого восходит к Пушкинской речи Ф. М. Достоевского. Однако краткость записей Замятниной не позволяет проследить связи между оформленным текстом «Повести» и ранними идеями. В тот же период поэт занимался литературной обработкой духовных стихов; в книгу «Кормчие звёзды» (1903) он включил эпиграфом «Стих об Иоасафе-царевиче и Пустыне» — один из источников песни Отрады о земном Рае. В дневнике 1902 года упоминается чтение св. Бернарда и размышления о связи Богородицы с Мировым Древом — одном из важнейших интертекстуальных ориентиров будущей «Повести». Эта идея была реализована в заключительных строках песни Отрады Владарю во второй книге «Повести»: посреди Рая — Древо Жизни, Древо Жизни — Пречистая Дева. Два текста из «Кормчих звёзд» были стилизованы под русские духовные стихи, причём «Стих о Святой горе» был включён О. Шор в её продолжение, что, возможно, могло соответствовать пожеланиям Вяч. Иванова. В книге лирики «Cor ardens» (1911—1912) было опубликовано стихотворение «Сон Матери-Пустыни», имеющее параллели в третьей песни «Повести»: сон Отрады о древе, вырастающем из её лона. Кроме того, в 1915—1916 годах Вяч. Иванов опубликовал стихотворение «Владычица Дебренская» и работал над длинным стихотворением «Виноградарь», целиком опубликованным только в составе продолжения О. Шор в брюссельском собрании сочинений 1971 года. Во «Владычице» присутствует образ семи ключей и студенца в тёмном бору; «Виноградарь» в редакции 1916 года представлен как песнь Светомира, который топчет виноград, из которого родится вино для причастия. Однако невозможно сказать, сочинялись ли эти тексты сознательно для славянского эпоса Иванова, или они появились спонтанно в силу работы над образами и поэтикой духовных стихов.
Из рукописей 1915—1916 годов и по свидетельствам О. Шор можно предположить, что в это время Вяч. Иванов разработал принципиально новую идею произведения, которую связывало с прежними планами лишь имя Светомира. Автор, по-видимому, ещё не представлял себе, как будут связаны образы «Владычицы Дебренской» и «Виноградаря». Сохранились два варианта начала нового произведения, озаглавленного «Острая Гора», которые почти ничем не напоминают заметки 1894 года. Владарь, Горислава и Отрада отсутствуют, Светомир является взрослым человеком, а с точки зрения формы и жанра фрагмент напоминает оперное либретто.

### После 1928 года

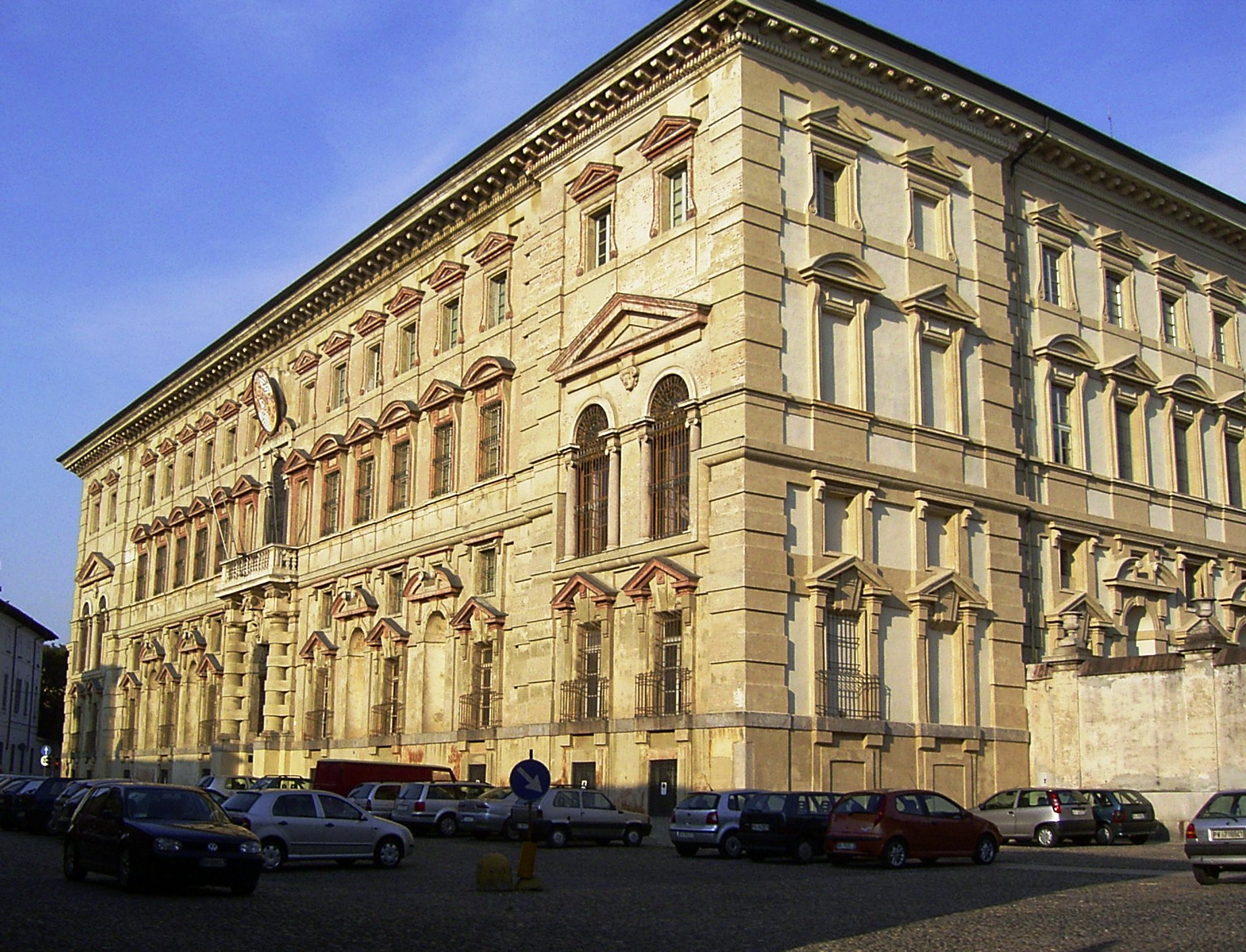
Здание Колледжо Борромео в Павии, в котором Вяч. Иванов работал во второй половине 1920-х годов. Фото 2004 года

Тяжёлые испытания, перенесённые поэтом в революционные годы и после отъезда из СССР в 1924 году, по-видимому, способствовали вызреванию замысла произведения о судьбе России. Возможно, об этом Вяч. Иванов сообщал О. Шор 27 июня 1925 года — «я писал бы большую, важную, оригинальную поэму о России, как я её прежде видел…». Получив службу в Павии (в Колледжо Борромео, а затем в университете), Вяч. Иванов предпринял попытку переосмыслить свой собственный жизненный путь и путь покинутой им Родины. В январе 1927 года он прочитал в Павийском университете цикл из четырёх лекций о русской культуре и русской религиозности. Осознавая своё положение, с середины 1920-х годов Вячеслав Иванов стремился интегрироваться в интеллектуальном и художественном мире Европы, интенсивно публиковался на итальянском, немецком и французском языках. Параллельно на разных языках печаталась «Переписка из двух углов» Иванова и М. Гершензона. Размышления Вяч. Иванова о славянстве и о России приняли новые формы, описанные С. Маковским:

Думая о покинутой родине, покинутой безусловно, — приняв итальянское подданство, он переменил вскоре и христианское своё исповедание, сделался католиком, — Вячеслав Иванов поверил в мистическое будущее именно России, или — вернее сказать — не России, а мира, преображённого русским ощущением святости. Перестав оглядываться на античное прошлое, на европейское средневековье, на Возрождение, он увидел, когда захотел заглянуть далеко в будущее, над землёй русское солнце — русское, хоть и ставшее вселенским. Я разумею «Повесть о Светомире-царевиче».

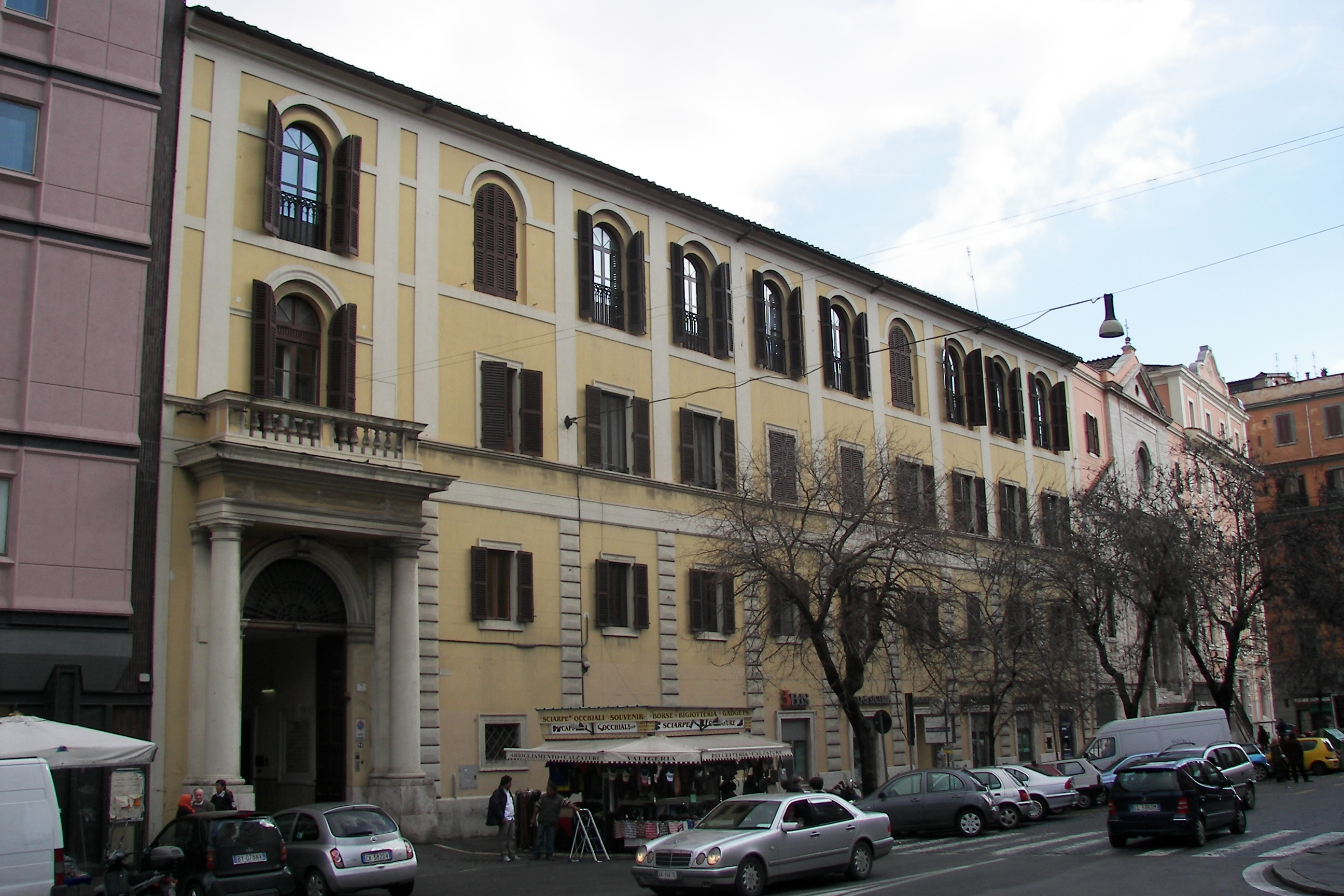
Здание Папского восточного института в Риме. Фото 2007 года

По свидетельству О. Шор, в Риме в ночь с 27 на 28 сентября 1928 года Вяч. Иванов приступил к написанию текста «Повести о Светомире царевиче». Первая песнь была окончена той же осенью, её первоначальный вариант включал и тексты, впоследствии перешедшие в следующую песнь; над второй частью (третьей песнью опубликованного варианта) поэт работал в Павии, окончив её 16 июня 1929 года. Первые главы песни третьей создавались в Павии примерно между 1930—1932 годами. Сохранилось письмо Вяч. Иванова к сыну (23 марта 1930 года), в котором поэт благодарил за подаренный альбом с репродукциями готических фресок из церкви Св. Георгия в Граубюндене. Это — важное свидетельство внимания писателя к визуальным образам и претворению их в словесно-мифологические. После переезда в Рим в 1934 году, Вяч. Иванов продолжил работу над 11 — 17 главами третьей песни; периодически к ним возвращаясь до 1939 года. Большим стимулом для него стала работа в Папском восточном институте, для которой Иванов перечитывал священные тексты и углубился в церковнославянские штудии. Только в январе 1945 года третья песнь «Повести» была окончена. Из помет на автографах четвёртой песни становится ясно, что работа над нею велась с февраля по декабрь 1945 года. По свидетельствам О. Шор и дочери поэта — Л. В. Ивановой — работу над своей «Повестью» Вячеслав Иванович в буквальном смысле продолжал до самой кончины.
По мнению А. Л. Топоркова, работа над третьей песнью чрезмерно затянулась (в общей сложности, на 19 лет) из-за многочисленных сложностей художественного плана. По-видимому, до начала работы сюжеты о Владаре и Светомире вынашивались Вяч. Ивановым раздельно; они могли быть вовсе не связанными. Из сохранившихся материалов и свидетельств современников более или менее хорошо известны замыслы сюжета о Светомире, но поскольку история Владаря предшествовала ему, в 1928 году Вячеслав Иванович приступил к написанию именно этой линии. Эта работа захватила его, по свидетельству О. Шор, он «писал легко, в непрерывном радостном подъёме». В завершённой сюжетной линии о Владаре и Гориславе поэт творчески трансформировал собственный мистический опыт и воспоминания об отношениях с Л. Д. Зиновьевой-Аннибал и её дочерью Верой; даже переживания собственного родства с Георгием Победоносцем и волками. Напротив, линия Светомира давалась писателю с величайшим трудом, его образ оставался схематичным. Вдобавок, тема паломничества и общения с праведниками и героями древности предполагала иную читательскую аудиторию, нежели описания любовных страстей и переживаний. А. Л. Топорков категорически заключал, что мнение Д. В. Иванова (сына писателя) и О. А. Шор о том, что была создана лишь «незначительная часть произведения», является заблуждением:

Вяч. Иванов создал именно то произведение, какое мог создать, оставаясь великим художником и мыслителем, и не написал того, что могло бы превратить его текст в собрание аллегорических эпизодов.

### О. А. Шор и проблема «продолжения»

Вячеслав Иванов и Ольга Шор в садике на Капитолии. Около 1935 года, на заднем плане копия «Моисея» работы Микеланджело

Для истории создания «Повести» и её продолжения весьма важна коллизия 1930 года. 25 августа 1930 года Ольга Александровна Шор отправила Вяч. Иванову открытку, в которой сообщала, что Светомир её «преследует», и ей, наконец, мистически «открылась» история его жизни. Из ответного письма поэта 29 августа следует, что у Вячеслава Иванова на тот момент не было чёткого плана продолжения произведения. А. Л. Топорков обращал в этой связи внимание на две проблемы: во-первых, О. А. Шор полагала возможным сочинять сюжетные ходы «Повести» за Иванова; во-вторых, вполне возможно, что в продолжении и была воплощена её собственная версия «Отрочества Светомира». Сведения о продолжении сюжета весьма противоречивы. Так, в письме переводчику Б. фон Гейзерелу от того же 1930 года, Вяч. Иванов сообщал о 9 книгах, однако, О. Шор в своих комментариях к изданию 1971 года писала о двенадцати. Расхождения могут объясняться тем, что творческие планы с течением времени могли существенно меняться. При этом «продолжение», написанное О. Шор, включало 4 книги, то есть в конечном итоге структура «Повести» вернулась к 9-частной, которая упомянута в письме фон Гейзерелу.
В Римском архиве Вяч. Иванова сохранились отдельные заметки, наброски и планы, относящиеся к нереализованным песням. Один из сюжетных планов включает мотивы, использованные О. Шор в её шестой книге. С. К. Маковский после общения с О. Шор подробно пересказал и замыслы автора. В его изложении примечательно то, что «Повесть» должна была состоять из двух больших частей примерно одинакового размера, из которых первая была готова примерно на три четверти. Маковскому не были известны рукописные проекты и проспекты Вяч. Иванова, но он упоминал, что О. Шор записывала идеи поэта. Не было ни слова о завещании завершить «Повесть» или собственных планах О. Шор на этот счёт. В пересказе сюжета С. Маковским нет чётких указаний на пребывание Светомира при дворе Иоанна Пресвитера и в царстве мёртвых. Однако сюжеты о золотой стреле, хрустальном гробе и жизни в монастыре соответствуют сюжетам, использованным О. Шор. «Продолжение» Ольги Александровны завершается тем, что Царь-Девица пробуждает Светомира ото сна. Восстав из хрустального гроба, он обнаруживает в руках золотую стрелу и приказывает ей перенести себя в родную сторону. На Родине он встречает апостола Иоанна и Св. Егория, которые благословили его и даровали белого коня. Это отличается от версии С. К. Маковского, в которой Царь-Девица и есть преображённый Светомир после воскрешения — правитель обновлённой Земли.
Ольга Александровна Шор утверждала, что исполняла предсмертную волю Вяч. Иванова. Более того, сам В. И. Иванов и О. А. Шор совершенно искренне полагали, что их духовная связь не оборвётся после физической смерти, и поэт мог «диктовать» с того света. О том же писал и сын поэта Д. В. Иванов; в письме О. Шор, обращённом к нему, описывается одно из таких видений, датированное 26 августа 1967 года. Впрочем, вполне возможно, что заповедь Иванова «спасти „Светомира“» соотносилась с тем, что Людвиг Тик сделал для романа Новалиса «Генрих фон Офтендинген», то есть опубликовать текст с изложением авторского замысла, чтобы спасти его для потомков. Материалы, о которых О. Шор писала в биографии — предисловии к брюссельскому собранию сочинений — до сих пор не найдены, однако по состоянию на 2015 год архив О. А. Шор, также хранящийся в Римском исследовательском центре Вяч. Иванова, ещё находился в состоянии обработки.

## Проблема жанра и стилистики

### Архетипы «Повести»
А. Л. Топорков, анализируя параллели «Повести о Светомире…» с Данте, заметил, что определить жанр здесь «так же непросто, как и определить жанр „Божественной Комедии“», поэтому можно считать «Повесть о Светомире…» «таким произведением, которое не укладывается в существующую номенклатуру литературных жанров». Согласно С. Д. Титаренко, итоговое произведение Вяч. Иванова вобрало жанровые архетипы эпоса: эпопеи, поэмы, летописи, повести, сказания, легенды, рыцарского романа, жития, апокрифа, сказки и является полигенетическим жанровым образованием. «Жанровый синкретизм говорит, во-первых, о мифологической природе произведения, во-вторых, о недостаточности современной теории». Важнейшими жанровыми признаками эпоса являются невыделенность (надындивидуальность) личности сказителя, условность времени действия и установка на мифологическое предание. В «Повести о Светомире…» создаётся мифологизированный условный образ средневекового славянского мира, повествование ведётся от безличного «старца-инока», мировое время вытесняет время реальной истории, используются повторяющиеся предания: о поражении змея, о золотой стреле и некоторые другие. Т. Венцлова пришёл к выводу, что в зависимости от установки читателя «Повесть» может быть понята как сказка, приключенческая эпопея, квазиисторический роман или богословский трактат. Иными словами, это постмодернистский текст, который можно сопоставлять с «Иосифом и его братьями» Томаса Манна или «Паломничеством в Страну Востока» Германа Гессе. А. Топорков отметил, что в культурном контексте XXI века текст Иванова может ассоциироваться и с жанром фэнтези, из-за сочетания сказочных мотивов и квазиисторического повествования. С точки зрения С. Титаренко, «Повесть» является «оригинальной версией религиозной славянской фэнтези на основе христианской модели мира».
Жанрово-стилистические особенности «Повести» стали предметом отдельной статьи Т. Венцлова, впервые опубликованной в 1988 году. Литовский исследователь пишет:

«Особая проза» Иванова поражает воображение: пожалуй, это один из самых необычных примеров «чужой речи» не только в русской, но и в мировой литературе.

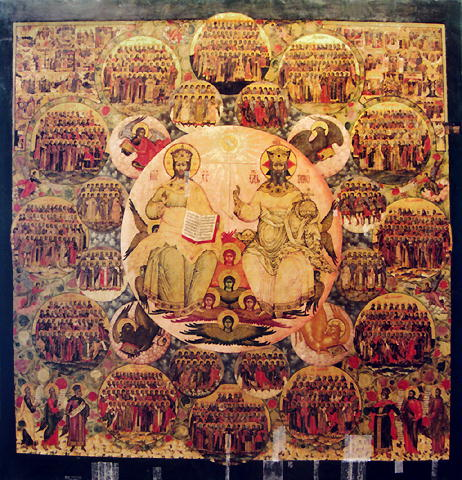
Икона из Фёдоровской церкви Ярославля запечатлела неканоническое представление о мироустройстве: не земля окружена небом, а наоборот, от небес во все стороны лежит земля. При этом Троица — центр мироздания, Ей подчинены силы небесные, святые и православные народы

Сознательной задачей Вяч. Иванова было почти полное слияние с рассказчиком (который, может быть, и не один), сохраняя дистанцию и элемент игры. «Перед нами как бы древнерусский памятник, но в то же время словно и перевод этого памятника на несколько более современный язык». «Повесть» разнообразна по степени условности: в ней присутствуют «тексты в тексте»: с одной стороны, более условные пассажи, написанные на церковнославянском языке (послание Иоанна Пресвитера, беседа Лазаря-Владаря с двумя схимниками, и с Отрадой); с другой — стихотворные включения, язык которых менее условный, фольклорный, иногда и современно-литературный. В тексте послания Иоанна Пресвитера сильны также отсылки к невербальному тексту, особенно иконописному: конвенция «иконы в житии». По Т. Венцлова, «иконной» оказывается и цветовая гамма «Повести»: так, Гориславе присущи алый и зелёный цвета, Отраде — лазоревый, голубой, Светомиру — тёмно-лазоревый, серебряный, белый, золотой, Параскеве — синий и белый.

### Миф персональный и миф национальный
В «Повести» явно изложена мифологическая теория Иванова, который считал мифотворчество (и его высшее проявление — теургию) основой и целью большого искусства. Последовательнее других русских символистов он обращался к мифологическим моделям: на рубеже веков — к античной мифологеме страдающего бога, это было явное воздействие Ницше, в Италии — к тому, что он определял как христианскую мифологию, которую не следует смешивать с богословием. «Пределом его поисков было некое синтетическое миропонимание, в котором языческие мифы оказывались смутным и приблизительным, но по-своему глубоким и действенным, предвидением христианских догматов. Различные мифы были для Иванова отражением одного
архетипа, развитием одной фундаментальной мировоззренческой концепции». В «Повести» эти смыслы доносят до читателя Рассказчик, Отрада и Иоанн Пресвитер в своём послании. Миф разъясняется как «древняя правда», явленная посредством образа, «баснословия». Герои ивановского эпоса постоянно осмысливают различные жизненные ситуации в координатах Библии и античной мифологии, а также прямо интерпретируют собственную жизнь как повторение архетипа. Владарь объясняет свою болезнь по истории царя Давида, а его мать — по рассказу о евангельском Лазаре и пророке Ионе. История князей Горынский выстраивается по аналогии с мифом о потомках Кадма, а в послании пресвитера Иоанна синонимичными являются Вакх и Ной. Отрада — в полном соответствии с мифологической картиной мира — формулирует тождество рождения и смерти, а старец Епифаний — сообразность горнего и подлунного, макро- и микрокосма. В литературном отношении это приводит к взаимообратимости греческого, библейского и славянского элементов. На внешнем уровне это подчёркивается переводом имён: Евфросиния («благое расположение») — Отрада, Серафим («огненный, пламенеющий») — Светомир, Фотиния («светлая») — Зареслава, и проч. То же относится к топонимам, например: Акрополь — Вышеград. По Т. Венцлове, мифологемы могут «повышаться в ранге», превращаясь в теологемы, и «понижаться в ранге», превращаясь в метафоры.
В известной степени в «Повести» присутствует автобиографический элемент. В стихотворении из «Римского
дневника» от 1 сентября 1944 года Вячеслав Иванов прямо соотносил себя с Владарем. Симон Хорс есть некая ипостась библейского Симона Волхва, по мнению Т. Венцлова, Хорс — посол «от архонтов звездных», в биографическом плане соответствует Анне Минцловой, которая привила Иванову мистические интересы. Башня Параскевы — «исто́нчена из кости слоновыя, высотою ступеней ста сорока семи», есть очевидный намёк на петербургскую Башню.

Персональный миф у него предполагает в качестве своей «реальнейшей» сущности миф национальный, а национальный миф, в свою очередь, оказывается отражением и конкретизацией мифа транснационального, общекультурного. При этом миф у Иванова (как и вообще в литературе XX века), накладываясь на прошлое и современность, придает временно́му хаосу вневремённый порядок и смысл.
Для Вяч. Иванова как мыслителя важно было не только вписать произведение в традицию, но и преобразовать её и противопоставить реальному времени, то есть перевести произведение в вечное время, структурировать эпические традиции в единый мифологический религиозно-философский текст, основанный на сходстве сюжетов и мотивов. О. Шор в письме от 14 февраля 1928 года сообщала, что Иванов прямо желал противопоставить христианскую традицию, показав её преломление в моделируемом им мире средневековья, в славянской истории и культуре, новой советской мифологии, «ответить вселенским католичеством на советский интернационал». В письме Иванова С. Баура от 1 октября 1946 года, писатель сообщал, что намерение его сходно с «„Артуриадой“ Мильтона — житие мощного царя и его святого сына, рассказанное набожным монахом на языке древних русских хроник и легенд». Артуровский цикл явно не присутствовал в законченной части «Повести», хотя в книге восьмой, написанной О. А. Шор, появляется рыцарь Галаад (Галахад), рассказывающий о сакральности Святого Грааля. Связано это со сквозным мотивом о чудотворной стреле, которая фигурировала ещё в первых замыслах Иванова; однако писатель-символист использовал приемы кодирования образов и мотивов.

### Поэтика «Повести»
Ю. Б. Орлицкий рассматривал «Повесть о Светомире царевиче» как синтез всех направлений творчества Вяч. Иванова — от символистской поэзии до философии и даже политологии. Эта последняя проявилась в его рецензии 1937 года на немецкий перевод «Слова о полку Игореве», выполненном Р. М. Рильке. Вяч. Иванов, говоря о форме и содержании «Слова…», подчёркивал, что «чисто лирическое произведение не годилось для… чёткой программы», что, несомненно, отражало и размышления по адресу собственной «Повести».
Основная часть «Повести» Иванова написана версейной, то есть строфически упорядоченной прозой с использованием широкого спектра стиховых элементов. В составе текста шесть объёмных стихотворных фрагментов, в том числе в песни первой — три (двухчастная песня Гориславы, стих кузнеца и стихотворение о Егории, цитируемое Василисой), две — в песни второй, и одна — в третьей. По мере развития творческого замысла вставные стихотворения уходили из текста. По форме эти вставные произведения — чаще всего стилизация на тему духовных стихов. Четыре из них нерифмованные, одно написано тоническим стихом, одно — раёшным, остальные — силлабо-тоникой. Наиболее известна из них «Песня о Рае». Написана она трёхстопным анапестом с рядом отступлений и окказиональной рифмовкой.
Уж ты, Раю мой, Раю пресветлый,

Ты почто́ еси мне заповедан?

И куда ж от меня затворился,

Невиди́мою схимой покрылся?

Али мною ты, Раю, погублен?

Али в горняя, Раю, восхищен

И цветешь в небеси на возду́сех,

А сыру землю си́ру покинул?
Примечательна в этом тексте (приведена первая строфа) авторская расстановка ударений, которая практикуется и в прозаических частях «Повести». Е. М. Верещагин в этой связи выдвинул гипотезу, что «Повесть» намеренно создавалась для прочтения вслух, но ключ к её произнесению утрачен; во всяком случае, чтение с паузацией по периодам, обусловленных синтаксисом текста, для неё мало подходит. Возможно, поэт ориентировался на чтение Пролога старообрядцами. Упорядоченная вариативность версейной строфики Вяч. Иванова прежде всего восходит к Писанию, точнее, его церковнославянскому тексту. Поэт чрезвычайно стремился к многообразию: в первых четырёх песнях разнообразной метрикой охвачено примерно 30 — 40 % прозаического текста, причём в первых же семи строфах песни первой использованы все традиционные силлабо-тонические метры. В примере Ю. Орлицкого метрическая часть выделена курсивом, в скобках указана её природа (цифрами обозначены строфы, первая — зачин — выпущена):

2. В белом царстве, христианском государстве (шестистопный хорей), держал власть царь Володарь.

3. В его руке утвердилось державство (одно- и пятистопный ямб) и возвеличилось, и простерлось владычество его на восток солнца и полдень и запад и полночь далече, и имя его (пятистопный амфибрахий) наполнило вселенную;

4. а народ работал на державу (пятистопный хорей), и несла земля тяготы царства (трёхстопный анапест).

5. А сел государить Володарь в разруху и разорение великое, и родину от супротивных целу отстоял (одно- и пятистопный ямб), вскоре же и в вящей славе воздвиг,

6. не отчий в наследье прияв (трёхстопный амфибрахий) стол, но излюблен быв и показан и посажен Божиею милостию, церкви благословением и всея земли соборным изволением (шестистопный хорей),

7. при явле́нных от Святого Егория знамениях, яко восставший вождь в силе Егорьевой, от кореня прозябший Господня Воина; и не постыдило земли упование (четырёхстопный амфибрахий).
Звуковая инструментовка «Повести» также чрезвычайно насыщена, сложна по структуре, но необязательно сопровождалась метром. Нередко встречаются длинные цепочки аллитерируемых слов:
И вошла в покой отроковица светлая и пригожая, и глянули на Лазаря из её очей светоносных, словно из далины́ далёкой, из глубины глубокой, темные Гориславины очи.
В ряде случаев в прозаическом тексте появляются рифмы, возникающие при однородных членах предложения; многие рифмы использованы для цитированных или придуманных самим автором пословицах и загадках. Иными словами, звуковые эффекты в «Повести» чаще всего образуются там, где автор стремился представить параллелизмы разного вида и объёма. Своеобразным обобщением явился комментарий на церковнославянскую Псалтирь, законченный Вяч. Ивановым в буквальном смысле за несколько дней до смерти. В этом комментарии Вячеслав Иванович подчёркивал, что «ритмика псалмов… не поддаётся точному определению», и что «господствующим приёмом гимносложения является антифонный параллелизм». Использование последнего в «Повести», по мнению Ю. Орлицкого, не всегда свидетельствует о стихотворной ориентации, но всегда — о построении речи по риторическим моделям.

### «Повесть о Светомире царевиче» и Вагнер

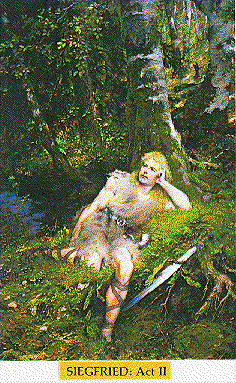
Иллюстрация Фердинанда Лееке ко второму акту «Зигфрида»

Согласно исследованию Д. М. Магомедовой, для формирования творческого замысла «Повести», её сюжета, языка и композиции, существенную роль сыграла музыкальная драма Р. Вагнера. Сюжетно пять написанных Вяч. Ивановым песен примерно соответствуют двум первым операм из цикла «Кольцо нибелунга», в которых показана предыстория Зигфрида и все важнейшие мифологемы и локации мира, в котором происходит действие, в том числе магические предметы. Впрочем, поверхностный слой сопоставления демонстрирует и серьёзные различия между строем драм Вагнера и эпоса Иванова. В «Повести» Светомир уже рождён, но до конца действия остаётся ребёнком, становление его и активная деятельность ещё впереди. Рихард Вагнер опирался на уже имеющийся мифологический нарратив («Песнь о Нибелунгах», Старшая и Младшая Эдды, «Парцифаль» фон Эшенбаха, и др.), тогда как Вяч. Иванову предстояло не реконструировать, а сконструировать национальный миф, на основе десятков совершенно разнородных источников.
Мифологическое пространство тетралогии Вагнера и «Повести» Иванова организуют общие символические образы. Это Мировое Древо и живоносный источник у его корней: скандинаво-германский Ясень и славянский Дуб. Мировое Древо — символ стихийной мощи, изначальной мудрости и цельности мироздания. У Иванова это дуб Егорьев, и родник у его подножья — Егорьев ключ. Выпив воды из родника, понесла Владаря его мать Василиса. Если у Вагнера нарушение цельности Ясеня нарушает гармонию, а копьё Вотана, вытесанное из ветви, вносит в мир смуту, то у Иванова Давыд, отец Владаря, повелевает дуб повалить и вытесать из него цельный крест. В книге второй по благословению старца Парфения под сенью этого креста войско одерживает победу, но уже в третьей книге крест сам отказался идти перед войском. Один и тот же мотив у Вагнера и Иванова несёт принципиально разный смысл: гибель мирового древа и усыхание источника предвещают гибель богов и мира в «Сумерках богов», тогда как в «Повести» дуб преображается в животворящий крест, символизирующий христианское перерождение мира. По видимому, через А. Минцлову и А. Белого Иванов был знаком с лекциями Р. Штейнера о символике дуба и мифологии друидов. Сюжет о том, как святой Бонифаций срубил «ветхий» священный дуб, вероятно, прямо отразился на словоупотреблении «Повести». Т. Венцлова также напрямую связывал вытесывание креста из дуба с просветлением языческой символики христианским духом. Кроме того, в легенде о Граале Опасная Часовня также осенена дубом («Парсифаль»).
В «Повести» нашли отражение ещё два сквозных мотива «Кольца нибелунга». Меч Нотунг в мифологии Вагнера символизирует самодовлеющую волю, обрекающую героя на гибель, а дело его — на крушение. Второй вагнеровский мотив — золото, которое дарует власть над миром через отказ от любви. Вяч. Иванов сконтаминировал эти мифологемы воедино в образе золотой стрелы. Меч принадлежит избранному, и в «Валькирии» спрятан в мировом Ясене, извлечь его сможет лишь тот, кому он предназначен. В «Зигфриде» обломки меча сможет перековать только герой, не ведающий страха. Золотая стрела способна и поразить дракона (как Нотунг), и даровать власть, однако Святой Егорий сокрыл её в недрах славянской земли. Обретёт стрелу лишь праведник по слову Матери Божией и народ его «всем племенам на спасение». Подобная же христианская полемическая инверсия постигла мотив змееборства. Зигфрид убил Фафнира по наущению карлика Миме, чтобы узнать, что есть страх. Обретя золотое кольцо, он заранее обрёк на гибель себя проклятьем, которое в нём таилось. У Иванова змееборство предстаёт в контексте создания христианского мира Святым Егорием и перенесено в абсолютное прошлое.

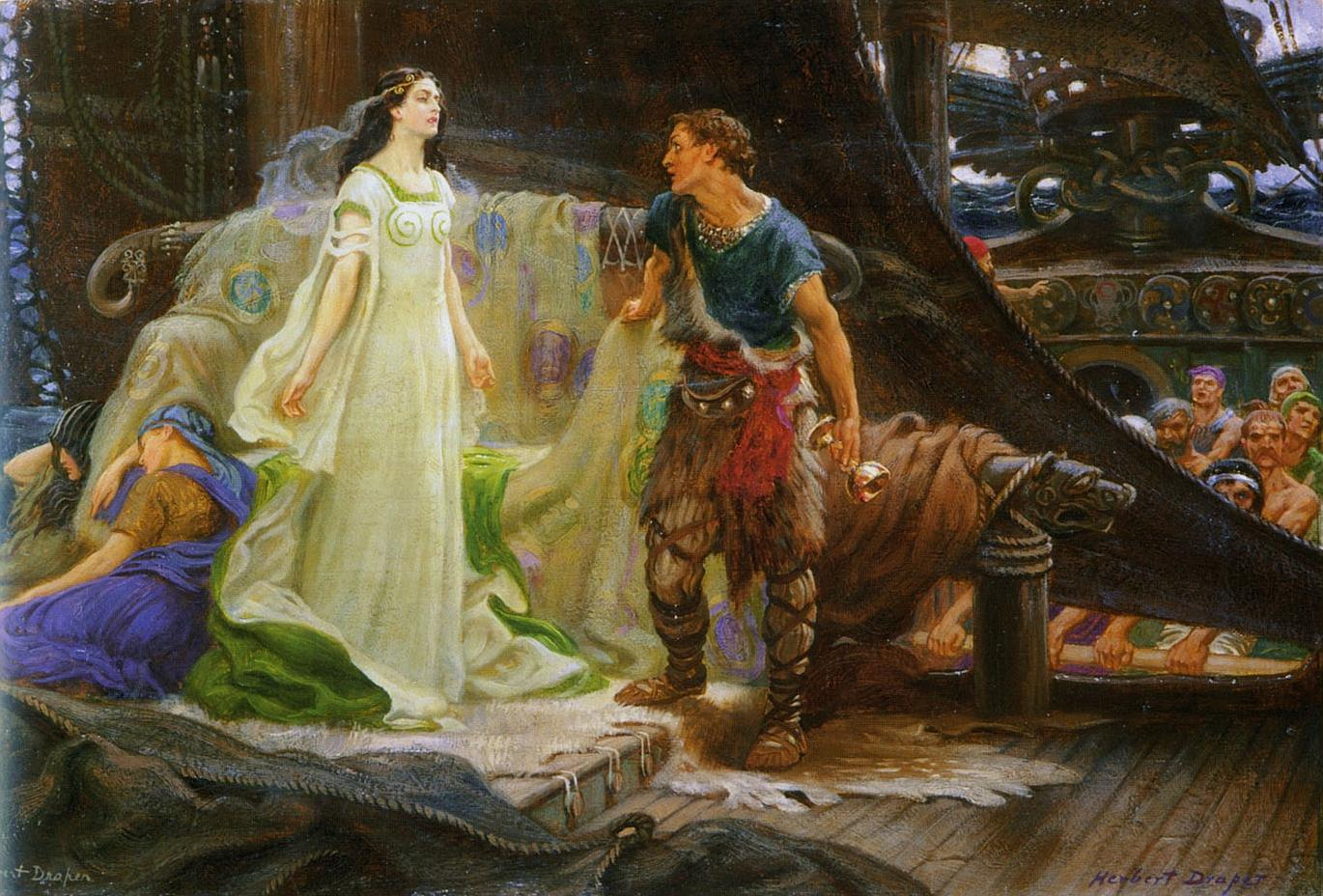
Герберт Джеймс Дрейпер. Тристан и Изольда. 1901

Змеиная, демоническая кровь является источником не только внешних, но и внутренних, плотских соблазнов. Ключевой для понимания данного пласта текста является сюжет с Гориславой, которую Владарь везёт от раненого побратима к родителям; она имеет аналоги в трёх музыкальных драмах Вагнера. Сюжет о Гориславе и Владаре дан в «Повести» дважды, сначала в сне Василисы, а затем описывается реальности. Наиболее близок этому у Вагнера первый акт «Тристана и Изольды», в котором Тристан сопровождает Изольду своему другу и побратиму королю Марку, но под действием любовного напитка поддаётся искушению. В конце первого действия «Сумерек богов» лишившийся памяти Зигфрид везёт Брингильду, не узнавая её, невестой своему побратиму Гунтеру. Обе героини, как и Горислава Иванова, в какой-то мере обладают прозорливостью и колдовскими чарами. Соответствующие мотивы трансформированы в «Повести»: испытывая конфликт между чувственностью и честью, Лазарь отказывается от Гориславы и намерения убить заснувшего её жениха. Здесь явно присутствует третий мотив из Вагнера — сцена между Зигфридом и Зиглиндой из первого действия «Валькирии». Герои Вагнера и персонажи Иванова одинаково происходят из рода Волков, а Горислава и Владарь — ещё носители змеиной крови, то есть дважды родичи Егория. Мотив кровосмешения и презрения супружеского долга равно присутствует у Вагнера и Иванова, но герои Вагнера не воспринимают свой союз как греховный, поскольку любовь, страсть и счастье самоценны, выше насильственных брачных союзов и стирают грань между законным и незаконным. У Иванова Горислава отстаивает первичность страсти и её превосходство над честью; при этом терзания Владаря органичны его природе, поскольку связаны со змеиным началом. Преодоление соблазна связано с христианским понятием о чести; болезнь его — епитимья за хотя и не совершённый, но помысленный грех.
Ещё более откровенными являются параллели между «Повестью» и «Парсифалем». Их связывает не только тема Грааля, но и болезни правителя, которая является последствием недостаточной твёрдости героя перед искушениями плоти. Но если Амфортаса излечивает то же копьё, которое нанесло ему рану, путь Лазаря-Владаря более сложный: отчасти его излечивает любовь Отрады, отчасти — собственное покаяние. Эпизод искушения Лазаря также параллелен искушению Парсифаля, причём и Горислава, и Кундри сочетают демоническое и жертвенное, очищающее начало. Безусловное сходство существует и между Парсифалем и Светомиром, долго воспитывавшихся в изоляции от мира и не ведавших своих отцов. По всей видимости, образ Светомира-царевича возник как «русский Парсифаль». Не случайно, что именно после переход в католическую церковь без отречения от православия, в 1920-е годы Вяч. Иванов погрузился в глубинные пласты древнерусской и церковнославянской словесности. Конструирование славянского эпоса, вероятно, виделось Иванову как средство для славянской ветви европейской культуры вести диалог с западноевропейской традицией.
Таким образом, согласно Д. М. Магомедовой, прочтение вагнеровских смыслов в «Повести» существенно расширяет возможности её интерпретации. Можно заключить, что драмы Вагнера являются таким же источником произведения Вяч. Иванова, как и древнерусские и славянские литературные и фольклорные тексты. В «Повести» присутствует прямая полемика с «Кольцом нибелунга» и диалог-согласие с «Парсифалем». Возможно, это объяснялось и раздражением от использования вагнеровского мифа в нацистской пропаганде, и более глубокими мировоззренческими мотивами.

## Источники

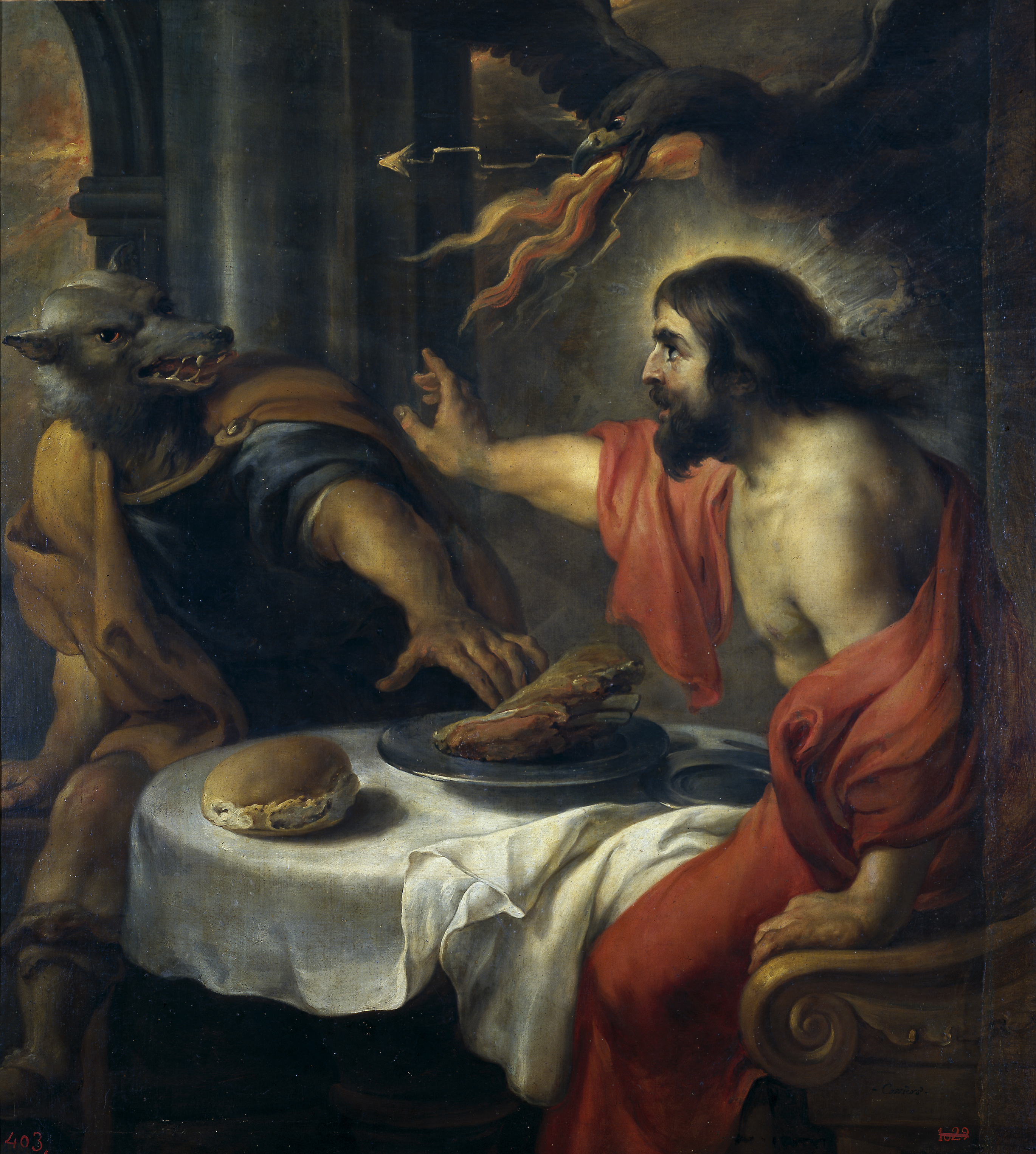
Ян Косье. Зевс и Ликаон. Картина XVII века, Прадо

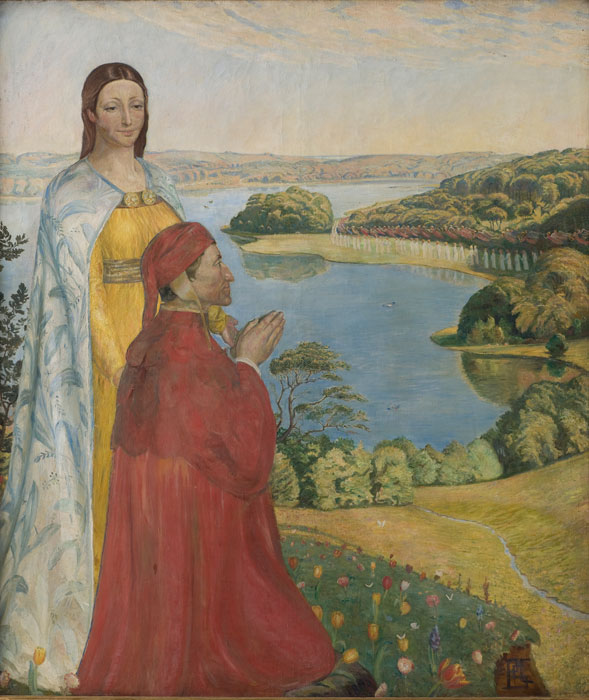
Кристиансен, Поуль. Данте и Беатриче в Раю. 1893, Государственный музей искусств, Копенгаген

## Историческая концепция «Повести» и аллюзии к реальности

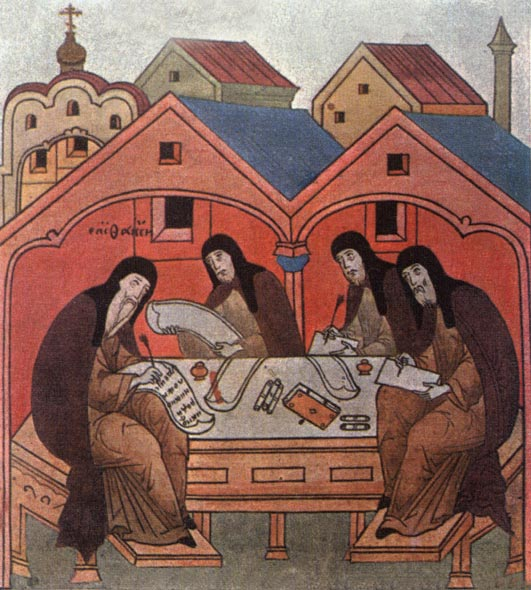
Переписчики книг. Миниатюра из лицевого «Жития преподобного Сергия Радонежского». XVI век. Епифаний Премудрый изображён слева, он уже начертал первые слова «Жития»

А. Л. Топорков отмечал, что безотносительно к замыслам Вяч. Иванова, историческая концепция «Повести» определялась тем, что автор жил на рубеже исторических эпох, и потому можно сказать, что он прожил несколько жизней, маркируемых не только временем, но и страной его местонахождения. В «Повести» отразилась ситуация, когда на протяжении жизни одного поколения сменяются несколько эпох, причём в обыденной обстановке на подобные перемены потребовались бы десятилетия, а иногда и века.
Страна, в которой живут и правят Владарь и Светомир, не названа в «Повести», у некоторых современников Вяч. Иванова (Б. К. Зайцев) она вызывала ассоциации с Сербией. Однако, по А. Топоркову, речь шла о Московской Руси, на что указывали фольклорная терминология, а также опознаваемые цитаты из памятников древнерусской книжности и сама расстановка координат — между Ордой и Византией. Примечательно, однако, что Вяч. Иванов соразмерял события «Повести» со всемирно-исторической перспективой, и потому подданные Владаря — европеоидные христиане, ведут войну с узкоглазыми «агарянами»-язычниками с Востока. Наиболее существенным отличием сказочно-мифологического времени «Повести» от реального является отсутствие Смутного времени. Переход власти к Владарю происходит мирным путём: предыдущий князь просто отрекается в его пользу, и это решение утверждается народным собранием. По мнению С. С. Аверинцева, в образе Владаря соединились сразу несколько московских государей — от Ивана Калиты до Ивана III. Напрямую в тексте «Повести» называется только одно конкретное историческое событие — падение Константинополя в 1453 году (в четвёртой песни). Может быть интерпретирована и временна́я привязка рождения Светомира: ему предшествовала Куликовская битва. В рассказе о дальнейших завоеваниях Владаря упоминается «завоевание двух царств Ордынских», что можно интерпретировать как падение Казанского и Астраханского ханств.
В «Повести» присутствуют аллюзии и на других исторических персонажей. В образе иеромонаха Мелетия легко опознаётся Максим Грек, а имя его любимого ученика Епифания намекает на Епифания Премудрого, автора житий Сергия Радонежского и Стефана Пермского, В «Повести» прямо сказано, что Мелетий отыскал Епифания на Афоне «из младых иноков словенских», что вполне соответствует его реальной биографии. С. С. Аверинцев заметил, что епифаньево «плетение словес» оказало существенное влияние и на стиль «Повести».
Историко-культурный облик древнерусской цивилизации много значил для Иванова и составляет важнейший конструкт «Повести». Вяч. Иванов искренне верил (и сообщал в письме В. Д. Шору от 26 октября 1927 года), что Русь, приняв православие от Византии через церковнославянский язык, приобщилась и к античной культуре, и стала её наследницей. «Россия сама европеизировалась, когда захотела, никто её не „европеизировал“, как Индию и Китай». Славянская культура чрезвычайно близка античной, так, Владарь видел себя во сне Ганимедом, которого несёт по небу орёл, причём совершенно не возникает вопрос, знает ли Лазарь о существовании этого мифа вообще. Общая интенция, однако, была христианской: присоединившись к католической церкви, Иванов не порывал с православием и вдохновлялся идеей общения святых Востока и Запада и соединения церквей. В «Повести» нет специфических положений католической догматики, а в царстве Пресвитера Иоанна пятой песни сохраняется изначальное христианство, ещё не затронутое ересями и Великой схизмой.

## Издания

Обложка издания 2015 года

По мере работы автора над «Повестью» сведения о ней распространялись через родственников и знакомых Вяч. Иванова. Так, Б. К. Зайцев, находясь весной 1949 года в Риме, встретился с Ивановым и слушал чтение «Повести о Светомире царевиче». Примечательны его впечатления: Зайцев сразу определил произведение как поэму, а не повесть, счёл её «символически-фантастической», но при этом содержательно связанной с древней Сербией, а не Россией. Незавершённое автором произведение — философское «завещание» — стало известным широкой публике благодаря С. К. Маковскому и его книге очерков «Портреты современников» в 1955 году. На четырёх с половиной страницах мемуарист пересказал сюжет неопубликованной тогда «Повести» и со слов О. А. Шор (Дешарт) — многолетней спутницы, корреспондентки и собеседницы Вяч. Иванова, — сообщил о планах продолжения.
Впервые текст «Повести о Светомире царевиче» увидел свет в 1971 году в Брюсселе, в составе собрания сочинений, подготовленном сыном писателя — Д. В. Ивановым и О. Шор (Дешарт). Помимо пяти песен, завершённых Вяч. Ивановым, без всякого обозначения в оглавлении, были опубликованы ещё 4 песни, написанные О. Шор. Вопрос, в какой степени данные тексты отражают замысел Вяч. Иванова и можно ли их считать именно продолжением, не является очевидным. По мнению А. Л. Топоркова, текст в брюссельском издании не был должным образом подготовлен, присутствовали многочисленные опечатки и искажения автографа; сложное произведение было снабжено лишь минимальным комментарием, в котором речь шла преимущественно о хронологии создания «Повести». В обширном введении — биографии Вяч. Иванова, также написанном О. Шор, сообщались некоторые сведения об истории создания и замысле «Повести».
Пять песен «Повести о Светомире царевиче» без дополнения О. Шор по брюссельскому изданию воспроизвёл в 1995 году С. Аверинцев в сборнике «Лик и личины России. Эстетика и литературная теория», в который были включены эстетические работы Вяч. Иванова. Дополнительной работы с текстом не проводилось, а комментарий носил характер кратких выборочных заметок.
В профессиональной среде «Повесть о Светомире царевиче» рассматривается как один из «забытых» текстов русских писателей, которые опередили своё время и стали отражением глобальных интеллектуальных исканий XX века. Исходя из этого был предпринят коллективный проект исследователей Института мировой литературы им. А. М. Горького РАН (А. Л. Топорков), Института русской литературы (Пушкинский Дом) РАН (О. Л. Фетисенко) и Исследовательского центра Вячеслава Иванова в Риме (А. Б. Шишкин). В 2015 году издание увидело свет в серии «Литературные памятники». Главной задачей была не только публикация текста, соответствующего современному уровню развития текстологии, но и реконструкция исходного авторского замысла. О. Л. Фетисенко осуществила подготовку авторского текста «Повести о Светомире царевиче» по имеющимся в архиве рукописным редакциям (книги 1 — 5). В приложение были вынесены варианты отдельных редакций стихотворений, сохранившиеся в личном архиве писателя. Текст сопровождался объёмными комментариями А. Л. Топоркова, написанными на основе собственной монографии «Источники „Повести о Светомире царевиче“: древняя и средневековая книжность и фольклор». Тем не менее, С. Д. Титаренко в своей рецензии отметила непоследовательность исследовательской позиции по вопросу книг 6 — 9 «Повести», дописанных О. А. Шор. С одной стороны, этот текст не органичен для состава и структуры «Повести о Светомире царевиче» и в этом отношении закономерно его элиминирование. Однако текст О. Шор широко использовался в исследовании и комментариях А. Топоркова; в этом отношении как реальность истории произведения и как текст, исторически возникший в контексте общения с Вяч. Ивановым, продолжение было бы уместным в издании 2015 года.

### Рукописи «Светомира» в Римском архиве Иванова
- Опись 2, картон 1, папки 1—2. Электронный архив Вяч. Иванова. Исследовательский центр Вячеслава Иванова в Риме (25 марта 2015). Дата обращения: 2 мая 2018. Архивировано 6 мая 2018 года.
- Опись 2, картон 1, папки 3—12. Электронный архив Вяч. Иванова. Исследовательский центр Вячеслава Иванова в Риме (25 марта 2015). Дата обращения: 2 мая 2018. Архивировано 6 мая 2018 года.
- Опись 2, картон 2. Электронный архив Вяч. Иванова. Исследовательский центр Вячеслава Иванова в Риме (25 марта 2015). Дата обращения: 2 мая 2018. Архивировано 6 мая 2018 года.

### Текст «Повести» по изданию 1971 года с дополнением О. Шор
- Вячеслав Иванов. Повесть о Светомире Царевиче. РВБ: Вяч. Иванов. Дата обращения: 1 мая 2018. Архивировано 1 мая 2018 года.

### Прочее
- Повесть о Светомире царевиче на сайте «Лаборатория Фантастики»
- Объединённый архив Вячеслава Иванова. Дата обращения: 1 мая 2018. Архивировано 13 мая 2018 года.
- Программа международной конференции «Вячеслав Иванов и его время. Поэтика „Повести о Светомире царевиче“» 11 февраля 2014. ИМЛИ РАН, Москва. Дата обращения: 1 мая 2018. Архивировано 28 декабря 2018 года.